# AspectJ
AspectJ є аспектно-орієнтованим розширенням, створеним в Xerox PARC для програмування мовою Java. Воно доступне в проєкті Eclipse Foundation з відкритим кодом, як окремо, так і інтегроване з Eclipse. AspectJ стала широко використовуватися де-факто як стандарт для АОП, підкреслюючи простоту і зручність використання для кінцевих користувачів. Вона використовує Java-подібний синтаксис і включає IDE інтеграції для відображення наскрізних структур з моменту її початкового публічного випуску в 2001 році.

## Опис мови

### Основні можливості
Всі діючі програми Java є діючими програмами AspectJ, але AspectJ також дозволяє програмістам визначити спеціальні конструкції, так звані аспекти. Аспекти можуть містити декілька особливостей не притаманних стандартним класам:
- міжтипові оголошення (англ. inter-type declarations) — дозволяють додавати методи, поля, або інтерфейси для існуючих класів всередині аспекта;
- розріз (англ. pointcut) — дозволяє програмісту вказати точки з'єднання (чітко визначені моменти у виконанні програми, як виклик методу, доступ до змінних). Всі розрізи є виразами для визначення точки перетину. Наприклад, цей розріз відповідає за виконання будь-якого методу в об'єкті типу Point, чиє ім'я починається з set:

```
pointcut set() : execution(* set*(..) ) && this(Point);
```

- порада (англ. advice) — дозволяє програмісту вказати код для запуску в точці перетину (англ. joinpoint). Дії можуть бути виконані до, після або навколо зазначеної точки перетину. Тут порада оновлює дисплей кожного разу, коли щось встановлено на Point, використовуючи розріз, оголошений вище:

```
after () : set() {
  Display.update();
}
```

### Приклад визначення аспекту на мові AspectJ
```
aspect
 
Logging
 
{

  
// аспект, який представляє поведінку реєстрації

  	
pointcut
 
AnyCall
 
():
 
// назва зрізу

  		
call
 
(
void
 
MyClass
.
 
*
 
(..));

 		 
before
 
():
 
AnyCall
 
()
 
{

System
.
out
.
println

  			
(
"Hello"
 
+
 
thisJoinPoint
)

  		
}

  	
after
 
():
 
AnyCall
 
()
 
{

 	 
System
.
out
.
println

 		 
(
"Bye"
 
+
 
thisJoinPoint
)

  
}

  
}
 

}

```

Даний аспект вводить функціональність для протоколювання в клас  MyClass . Перед кожним викликом кожного методу M він виконує пораду, яка виводить повідомлення виду: Hello M, — а після кожного виклику M — пораду, яка виводить аналогічне завершальне повідомлення: Bye M.
В реалізаціях порад використаний об'єкт thisJoinPoint, який пов'язує пораду з точкою приєднання в цільовій програмі і надає різноманітні можливості для обробки контексту точки приєднання. У прикладі використана лише найпростіша з них — неявний виклик методу thisJoinPoint.toString (), який повертає фактичне ім'я цільового методу, знайденого за допомогою розрізу. Розрізи можуть бути також параметризовані, приватні та абстрактні.

### Інтеграція з середовищем розробки[1]
| Вихідний код                    | Компілятор                       | Контроль                  | Компонування                                            | Розгортання          | Виконання            |
| ------------------------------- | -------------------------------- | ------------------------- | ------------------------------------------------------- | -------------------- | -------------------- |
| Розширені формати .java або .aj | Інкрементний компілятор аспектів | Повний статичний контроль | Під час компіляції і завантаження; формується байт-к од | Статичне розгортання | Проста java-програма |

### Підтримка IDE, бібліотеки і документація[1]
| IDE                                  | Редактор                                                           | Вікна перегляду                                      | Відлагоджувач                | Інше             | Бібліотеки | Документація          |
| ------------------------------------ | ------------------------------------------------------------------ | ---------------------------------------------------- | ---------------------------- | ---------------- | ---------- | --------------------- |
| eclipse jdeveloper jbuilder netbeans | Підсвічування синтаксису, контекстна підказка, посилання на поради | Загальний вигляд, візуалізатор, перехресні посилання | Звичайний java-відлаголжувач | ajdoc, ajbrowser | Відсутні   | Є багато документації |

## Основні компоненти архітектури системи AspectJ[2]
- ajc — компілятор AspectJ. Він компілює вихідний код на мові AspectJ (мові Java, розширеному засобами АОП) в Java-байткод, «зрозумілий» звичайній віртуальній машині Java (JVM, запускаємо командою java). Компілятор ajc доступний як в командному режимі, з великим набором опцій, так і через інтегроване середовище;

- ajdoc — утиліта, аналогічна утиліті javadoc з JDK, яка генерує гіпертекстову HMTL-документацію в стилі javadoc по вихідному коді аспектно-орієнтованої програми, написаної на мові AspectJ. Документація містить опис структури наскрізних функціональностей, використаних в програмі;

- ajbrowser — браузер AspectJ, графічний користувацький інтерфейс для візуалізації аспектів, їх взаємозв'язків і структури наскрізних функціональностей в програмі. Браузер AspectJ дозволяє викликати компілятор ajc для компіляції програм на AspectJ. Проте в браузері AspectJ відсутня функціональність для вибору або скасування вибору точок приєднання аспектів;
- AspectJ ant tasks — інструмент підтримки процесу складання програм для популярного інструменту збірки програм на Java — Apache ant, аналога утиліти make;
- AspectJ load-time weaver — впроваджувальний завантажувач класів, утиліта, що виконує «відкладене» впровадження аспектів при загрузці в JVM відповідного класу. Можлива розробка і додавання в систему впровадження агентів часу завантаження (load-time weaving agents), які вирішують ту ж задачу. AspectJ також підтримує впровадження під час компіляції (яке виконується після того, як компілятор ajc транслює одиницю компіляції AspectJ) і впровадження після компіляції (при якому як вхідна інформація для впровадження аспектів використовуються готовий бінарний клас-файл або jar-архів).